# Angela Madsen
Angela Madsen (Xenia, 10 maggio 1960 – Oceano Pacifico, 21 giugno 2020) è stata un'atleta paralimpica statunitense che gareggiò sia nel canottaggio che nell'atletica leggera.
Protagonista di una lunga carriera, Madsen esordì col canottaggio, affrontando anche competizioni in oceano aperto, prima di passare nel 2011 all'atletica leggera, vincendo una medaglia di bronzo nel getto del peso alle Paralimpiadi estive del 2012 a Londra.
Madsen e la compagna di squadra Helen Taylor furono le prime donne ad attraversare l'Oceano Indiano su un'imbarcazione a remi. Morì nel giugno 2020 mentre tentava una traversata in solitaria da Los Angeles a Honolulu.

## Primi anni e formazione
Madsen nacque a Xenia in Ohio il 10 maggio 1960. Studentessa della Fairborn Baker High School di Fairborn si ritrovò ragazza-madre all'età di diciassette anni, il che le impedì di ottenere una borsa di studio per i suoi risultati nell'atletica leggera.

## Carriera militare
La maggior parte dei componenti della famiglia di Madsen aveva intrapreso una carriera militare, e quando i suoi fratelli la punzecchiarono insinuando che "non ce l'avrebbe mai fatta a diventare un marine", decise di dimostrare il contrario. Si arruolò nel Corpo dei Marines lasciando sua figlia con i suoi genitori fino a quando non completò l'addestramento di base. Dopo aver superato l'addestramento, il Corpo dei Marines predispose un'abitazione per lei e la figlia. Fu inviata a Fort McClellan in Alabama per completare l'addestramento come Ufficiale di Polizia Militare, e la sua prima stazione di servizio fu presso la Marine Corps Air Station El Toro, vicino a Irvine, in California.  Alla base di El Toro, si unì alla squadra femminile di pallacanestro, e durante una partita del Marine Corps West Coast Regional Basketball Tournament, Madsen venne notata e arruolata dalla squadra femminile dei Marine Corps.

### Lesione spinale e intervento chirurgico
Nel 1980, alla sua prima sessione di allenamento di pallacanestro fra le file dei Marine Corps, cadde in campo e un'altra giocatrice le calpestò inavvertitamente la schiena, rompendole due dischi nella colonna vertebrale. Madsen si sottopose a un'operazione chirurgica, ma una serie di errori le causarono una lesione del midollo spinale, e una conseguente paraplegia.
L'esercito americano si rifiutò di pagare le spese mediche di Madsen a seguito dell'incidente e, nella disputa legale che ne seguì, Madsen perse la casa, e il suo matrimonio andò a rotoli. Cadde in depressione e divenne una senzatetto, riducendosi a dormire sulla sedia a rotelle di fronte all'ingresso di Disneyland.

## Carriera paralimpica
La sua vita cambiò quando, dopo aver partecipato a un'edizione dei National Veterans Games, decise di concentrarsi sulla pallacanestro in carrozzina. Parallelamente alla pratica di questa nuova disciplina, iniziò a a ricostruire la sua vita. Il punto decisivo della sua svolta arrivò dopo che fu vittima di un'altra brutta caduta, sui binari della metropolitana di San Francisco, in seguito alla quale temette di essersi rotta il collo. Questo evento le fece rivalutare la sua vita da disabile, spronandola a viverla al massimo. Scrisse un'autobiografia, Rowing Against the Wind (letteralmente "Vogando contro vento"), pubblicata nel 2014.

### Carriera nel canottaggio
Madsen esordì nel canottaggio dopo che il suo sponsor di pallacanestro in carrozzina la invitò a un evento promozionale a Dana Point. Provò il canottaggio, e scoprì che il gesto tecnico le riusciva con estrema naturalezza; gradì molto anche il fatto che per gareggiare non fosse necessaria la sedia a rotelle. Nel 2002, l'International Rowing Federation decise di includere il "canottaggio adattivo" (che prevede canoe adattate alla disabilità di atleti paraplegici) ai Campionati del mondo di canottaggio e Madsen, classificatasi nella categoria di "tronco e braccia" (TA), venne ammessa a gareggiare ai Campionati del mondo di canottaggio del 2002, conquistando un argento nel singolo. Nei tre anni successivi partecipò a ciascuno dei Campionati del mondo, vincendo la medaglia d'oro nel doppio di coppia in ogni torneo.
Durante la sua carriera di vogatrice agonistica, Madsen andò via via appassionandosi anche agli eventi di canottaggio oceanico (dalla sua casa in California aveva direttamente accesso al Pacifico). Iniziò a vogare tra Newport e Dana Point, e a prendere parte a competizioni sulla distanza delle venti miglia. Dopo aver incontrato una volontaria del Louisville Adaptive Rowing Program, Tori Murden, che era stata la prima americana a remare in solitaria nell'Atlantico, decise di misurarsi a sua volta su una tratta oceanica. Negli anni successivi Madsen intraprese più viaggi oceanici. Nel 2007 diventò la prima donna con disabilità ad attraversare l'Oceano Atlantico a remi. Due anni dopo diventò, insieme a Helen Taylor, una delle prime due donne ad attraversare l'Oceano Indiano. Madsen prese anche parte a una squadra di vogatori che circumnavigò la Gran Bretagna.
Nel 2008, Madsen rappresentò gli Stati Uniti alle sue prime Paralimpiadi estive, gareggiando ai Giochi del 2008 a Pechino nel doppio misto con William Brown. In quell'occasione non superarono il ripescaggio e si classificarono settimi.

### Carriera nell'atletica leggera
Madsen esordì per gli Stati Uniti come atleta di atletica leggera F56 (classificazione per atleti che gareggiano in posizione seduta) nel 2011. I buoni risultati ottenuti prima dei giochi le consentirono di accedere direttamente alle Paralimpiadi estive 2012 a Londra, gareggiando nel getto del peso (F54-56) e nel lancio del giavellotto (F54/55/56). Si piazzò quinta nel giavellotto, e un lancio di 8,88 metri le bastò per conquistare una medaglia di bronzo nel getto del peso. Gareggiò di nuovo per gli Stati Uniti ai Campionati mondiali di atletica leggera IPC 2015 a Doha e nel 2016, al Boiling Point Track Classic presso l'Università di Windsor in Canada, dove trionfò di nuovo nel getto del peso con una distanza di 9,43, stabilendo un nuovo record mondiale. Sempre nel luglio 2016 Madsen fu inclusa nella squadra statunitense che avrebbe preso parte alle Paralimpiadi estive 2016, dove si classificò ottava nel getto del peso femminile F56/57, e settima nel lancio del giavellotto femminile F55/F56.
Nel novembre 2014, Madsen fu insignita dell'Athletes in Excellence Award dalla Foundation for Global Sports Development in riconoscimento dei suoi sforzi nel servizio alla comunità, e del lavoro con i giovani.
Al momento della sua morte deteneva sei Guinness World Records e stava lavorando al conseguimento del successivo (come donna più anziana e prima paraplegica ad attraversare il Pacifico a remi).

## Vita privata
Madsen rivelò pubblicamente la sua omosessualità nel 1981, durante il suo arruolamento nell'Esercito Americano. Incontrò quella che poi sarebbe diventata sua moglie, Debra, nel 2006, essendo residente proprio a Long Beach.
Il corpo di Madsen fu rinvenuto in mare circa a metà della tratta che stava compiendo in solitaria da Los Angeles a Honolulu il 22 giugno 2020, dopo essere presumibilmente caduta fuori dalla sua imbarcazione sulla quale -come aveva riferito alla moglie con dei messaggi di testo- voleva effettuare delle riparazioni. La traversata faceva parte di un progetto documentaristico di Soraya Simi.